# Daniel Londas
Daniel Londas est un boxeur français né le 17 mai 1954 à Fort-de-France en Martinique.

## Carrière
En 1977, il arrive des Antilles à Reims et devient sociétaire du Ring Régional de Champagne, managé par Michel Barbier.
Daniel Londas devient champion de France amateur en 1978, remporte la médaille d'or à Split aux jeux méditerranéens de 1979, en battant aux points l'égyptien Abdel Rahan, et  participe aux jeux olympiques de Moscou en 1980.
Il devient professionnel à 26 ans, un âge relativement avancé, juste après les jeux olympiques de Moscou en 1980. Londas conquiert et conserve la ceinture de champion de France de sa catégorie de 1982 à 1988.
Tout d'abord champion de France puis d'Europe, il devient le 21 mars 1992 champion du monde des poids super-plumes WBO en détrônant aux points le tunisien Kamel Bou Ali.
Cette victoire (après deux précédents échecs pour une ceinture mondiale) sera de courte durée puisqu'il est battu dès sa première défense par le danois Jimmi Bredahl le 4 septembre 1992.
Retraité des rings, Daniel Londas est l'entraîneur du Boxing Club Boulonnais où il entraîne de jeunes espoirs.